# Stapleton Terne
Stapleton Terne is een verdwenen plaats in het Engelse graafschap Lancashire. Stapleton Terne werd in het Domesday Book van 1086 vermeld als 'Stopeltierne'. In een bron uit 1914 wordt nog gewag gemaakt van het gehucht, met een oppervlakte van ruim 122 hectare. De locatie van het verdwenen dorp maakt thans deel uit van de civil parish Bolton-le-Sands.